# Green Valley, Arizona
Green Valley är en ort (CDP) i Pima County, i delstaten Arizona, USA. Enligt United States Census Bureau har orten en folkmängd på 21 391 invånare (2010) och en landarea på 83,5 km².